# Гидроусилитель крутящего момента
Гидроусилитель крутящего момента — вид следящего гидропривода, в котором гидродвигателем служит либо гидромотор, либо поворотный гидродвигатель.
В данном типе гидроусилителей обычно используется гидравлический распределитель с поворотным золотником, выполненным в виде крана, при этом у распределителя имеется отслеживающая втулка.

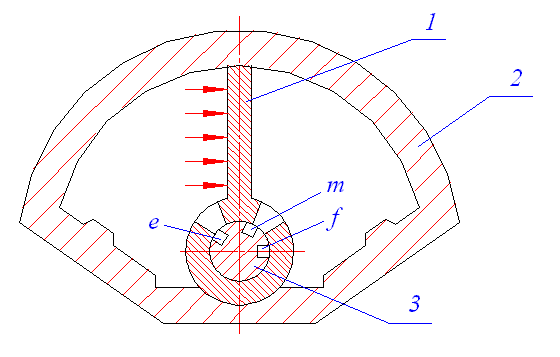
Конструктивная схема гидроусилителя крутящего момента, выполненного на базе поворотного гидродвигателя

Пример гидроусилителя крутящего момента приведён на рисунке. В установившемся положении давление слева и справа от пластины 1, соединённой с валом гидродвигателя, равны друг другу. В этой конструкции жидкость подаётся по каналам золотника {\displaystyle e} и {\displaystyle f}, а отводится по каналу {\displaystyle m}. При повороте пробки золотника 3 по часовой стрелке, соединённой, например, с управляющим рулём, относительно втулки сопротивление потоку жидкости, подводимой по каналу {\displaystyle e} уменьшится. В результате давление слева от пластины 1 увеличится. Одновременно с этим уменьшится сопротивление потоку жидкости, отводимой по каналу {\displaystyle m} — в результате уменьшится давление справа от пластины 1. Возникнет перепад давлений на пластине, в результате чего пластина вместе со втулкой переместится в ту же сторону (по часовой стрелке), в которую ранее была повёрнута пробка золотника. Сопротивление потоку жидкости увеличится, и давление справа и слева от пластины выровняются.
В приведённой схеме гидроусилителя золотник 3 выполняет функцию измерителя рассогласования входного и выходного валов.